# Fabiano Santacroce
Fabiano Santacroce (ur. 24 sierpnia 1986 w Camaçari) – włoski piłkarz brazylijskiego pochodzenia występujący na pozycji środkowego obrońcy.

## Kariera klubowa
Fabiano Santacroce urodził się w Brazylii, jego ojcem jest Włoch, natomiast matką Brazylijka. Dorastał w miejscowości Casatenovo w regionie Lombardia. Zawodową karierę rozpoczynał w 2004 roku w Como Calcio, dla którego rozegrał trzynaście meczów w Serie C1. W 2005 roku został zawodnikiem Brescii Calcio, w barwach której 23 kwietnia 2006 roku w pojedynku przeciwko Cesenie Calcio zadebiutował w drugiej lidze. W pierwszym sezonie w nowym klubie Santacroce brał udział tylko w dwóch ligowych meczach, natomiast w kolejnych rozgrywkach wystąpił już w 25 pojedynkach.
29 stycznia 2008 roku włoski zawodnik podpisał kontrakt z SSC Napoli, a „Partenopei” zapłacili za niego pięć i pół miliona euro. Obok Marka Hamšíka i Daniele Manniniego Santacroce był jednym z trzech zawodników, którzy przeszli z Brescii do Napoli od czasu letniego okienka transferowego w 2007 roku. Włoski zawodnik szybko wywalczył sobie miejsce w podstawowym składzie i stworzył duet środkowych obrońców z Paolo Cannavaro. W Serie A zadebiutował 5 lutego 2009 roku w wygranym 3:1 meczu z Udinese Calcio. Prezydent Napoli – Aurelio De Laurentiis nazwał Santacroce „drugim Alessandro Nestą”.
23 września 2009 roku podczas ligowego meczu z Interem Mediolan Santacroce doznał kontuzji prawego kolana, która według początkowych diagnoz miała go wykluczyć z gry na ponad 4 miesiące. W 2011 został wypożyczony do Parmy, a w 2012 został jej zawodnikiem. Występował tam do 2015, z przerwą na wypożyczenie do Padovy w sezonie 2013/2014. Następnie grał w Ternanie oraz Juve Stabia.

## Kariera reprezentacyjna
21 sierpnia 2007 roku w wygranym 2:1 meczu z Francją Santacroce zadebiutował w reprezentacji Włoch do lat 21, dla której łącznie rozegrał cztery spotkania. 5 października 2008 roku Marcello Lippi powołał go do dorosłej kadry na mecze eliminacji do Mistrzostw Świata 2010 przeciwko Bułgarii i Czarnogórze. Pierwsze powołanie Santacroce zadedykował swojemu trenerowi ze szkółki juniorów Como Calcio – Stefano Borgonovo, który cierpi na stwardnienie zanikowe boczne.